# Scottish Division One 1965-1966
La Scottish Division One 1965-1966  è stata la 69ª edizione della massima serie del campionato scozzese di calcio, disputato tra il 25 agosto 1965 e il 7 maggio 1966 e concluso con la vittoria dei Celtic, al loro ventunesimo titolo.
Capocannonieri del torneo sono stati Joseph McBride (Celtic) e Alex Ferguson (Dunfermline) con 31 reti ciascuno.

## Classifica finale
Fonte:
|       | Pos. | Squadra             | Pt | G  | V  | N  | P  | GF  | GS  | QR    |
| ----- | ---- | ------------------- | -- | -- | -- | -- | -- | --- | --- | ----- |
|       | 1.   | Celtic              | 57 | 34 | 27 | 3  | 4  | 106 | 30  | 3,533 |
| [ 3 ] | 2.   | Rangers             | 55 | 34 | 25 | 5  | 4  | 91  | 29  | 3,138 |
|       | 3.   | Kilmarnock          | 45 | 34 | 20 | 5  | 9  | 73  | 46  | 1,587 |
|       | 4.   | Dunfermline         | 44 | 34 | 19 | 6  | 9  | 94  | 55  | 1,709 |
|       | 5.   | Dundee Utd          | 43 | 34 | 19 | 5  | 10 | 79  | 51  | 1,549 |
|       | 6.   | Hibernian           | 38 | 34 | 16 | 6  | 12 | 81  | 55  | 1,473 |
|       | 7.   | Hearts              | 38 | 34 | 13 | 12 | 9  | 56  | 48  | 1,167 |
|       | 8.   | Aberdeen            | 36 | 34 | 15 | 6  | 13 | 61  | 54  | 1,130 |
|       | 9.   | Dundee              | 34 | 34 | 14 | 6  | 14 | 61  | 61  | 1,000 |
|       | 10.  | Falkirk             | 31 | 34 | 15 | 1  | 18 | 48  | 72  | 0,667 |
|       | 11.  | Clyde               | 30 | 34 | 13 | 4  | 17 | 62  | 64  | 0,969 |
|       | 12.  | Partick Thistle     | 30 | 34 | 10 | 10 | 14 | 55  | 64  | 0,859 |
|       | 13.  | Motherwell          | 28 | 34 | 12 | 4  | 18 | 52  | 69  | 0,754 |
|       | 14.  | St. Johnstone       | 26 | 34 | 9  | 8  | 17 | 58  | 81  | 0,716 |
|       | 15.  | Stirling Albion     | 26 | 34 | 9  | 8  | 17 | 40  | 68  | 0,588 |
|       | 16.  | St. Mirren          | 22 | 34 | 9  | 4  | 21 | 44  | 82  | 0,537 |
|       | 17.  | Morton              | 21 | 34 | 8  | 5  | 21 | 42  | 84  | 0,500 |
|       | 18.  | Hamilton Academical | 8  | 34 | 3  | 2  | 29 | 27  | 117 | 0,231 |

Legenda:
      Campione di Scozia e qualificata in Coppa dei Campioni 1966-1967.
      Qualificata in Coppa delle Coppe 1966-1967.
      Invitata alla Coppa delle Fiere 1966-1967.
      Retrocesso in Scottish Division Two 1966-1967.
Regolamento:
Due punti a vittoria, uno a pareggio, zero a sconfitta.
A parità di punti, le posizioni in classifica venivano determinate sulla base del quoziente reti.